# Dilara Lokmanhekim
Dilara Lokmanhekim (Konak, 18 de abril de 1994) es una deportista turca que compite en judo. Ganó una medalla de bronce en el Campeonato Europeo de Judo de 2016 en la categoría de –48 kg.

## Palmarés internacional
| Campeonato Europeo | Campeonato Europeo | Campeonato Europeo | Campeonato Europeo |
| Año                | Lugar              | Medalla            | Categoría          |
| ------------------ | ------------------ | ------------------ | ------------------ |
| 2016               | Kazán (Rusia)      | Medalla de bronce  | –48 kg             |